# Sønderhoning
Sønderhoning er en traditionel pardans og meloditype fra Sønderho på Fanø.
Sønderhoningen er bemærkelsesværdig idet dansen er en polsdans og derfor går i 3/4, mens melodierne (oftest) går i 2/4. Dansen består af gangtrin samt pols med speciel fatning.
De ældste sønderhoninger kan dateres til 1700-tallet.

## Begrebet sønderhoning
En "sønderhoning" kan være tre ting:
- Et menneske fra Sønderho
- En sønderhoningmelodi
- Dansen sønderhoning

Bemærk, at på samme måde kan begrebet "fannik" være tre ting:
- Et menneske fra Nordby på Fanø
- En melodi
- Dansen fannik

Sønderhoningen er sejere i tavet end fanniken, og hvor der i sønderhoningen skiftes mellem omdansning og at gå i kreds, skiftes der i fanniken mellem to forskellige omdansninger.